# Sokna
Sokna este o localitate din comuna Ringerike, provincia Buskerud, Norvegia, cu o suprafață de 0,66 km² și o populație de 540 locuitori (2013).